# Fosterella cotacajensis
Fosterella cotacajensis là một loài thực vật có hoa trong họ Bromeliaceae. Loài này được M.Kessler, Ibisch & E.Gross mô tả khoa học đầu tiên năm 1999.